# Pierre Joseph Buc'hoz
Pierre-Joseph Buc'hoz ( 27 de enero de 1731 , Metz - 30 de enero de 1807 , París ) fue un médico, profesor, abogado y naturalista francés .
En 1763 Buc'hoz se recibe de doctor en Medicina en Nancy. Era un devoto de la Botánica, y también le interesaba la Psicología, afanosamente releía el tratado de La Anatomía de la Melancolía de 1621; recomendando musicoterapia. Realizó expediciones botánicas por su nativo Ducado de Lorena, y publicaría 13 volúmenes de Histoire naturelle de esa provincia de Lorena. Enseñó Botánica, y fue un demostrador en el "Collège Royal des Médecins de Nancy".
Autor de numerosas obras de Botánica y también estudiaba animales (especialmente aves) y minerales.

## Algunas publicaciones
- Mémoire sur la manière de guérir la mélancolie par la musique
- Histoire des Plantes de la Lorraine, Nancy et Paris, 1762, 10 vol. in-8° et 3 vol. in-12
- Lettres périodiques curieuses, utiles et intéressantes, sur les avantages que la société économique peut retirer de la connoissance des animaux…, Paris : Durand, 1769-1770, 4 vol. in-8°
- Dictionnaire vétérinaire et des animaux domestiques, contenant leurs mœurs, leurs caractères, leurs descriptions anatomiques, la manière de les nourrir, de les élever et de les gouverner, etc., Paris : chez J.-P. Costard, 1770-1775, 6 vol. in-8° ; Paris : Brunet, 1775, 6 vol. in-8°
- Histoire naturelle des animaux domestiques, 1770
- La Nature considérée sous ses différents aspects, ou Lettres sur les animaux, les végétaux et les minéraux, contenant des observations intéressantes sur l’histoire naturelle, les mœurs, le caractère des animaux, sur la minéralogie, la botanique, etc., et un détail de leurs différents usages dans l’économie domestique et rurale, 1771-1781 ; Paris : chez Costard (1771), chez Fétil (1772), chez Lacombe (1773-1779), chez Buc’hoz (1780-1781)
- Histoire naturelle du règne végétal, 1774
- Histoire naturelle de la France, 1772, 14 vol. in-8°
- Histoire universelle des végétaux [ou du règne végétal], ou Nouveau dictionnaire physique, naturel et économique de toutes les plantes qui croissent sur la surface du globe, Paris : Costard, 1773, 3 vol. in-folio ; Paris : Costard et Brunet, 1774-1780, 26 vol. in-8°, et 1774-1778, 24 tomes en 8 vol. ; Paris : Brunet, 1775-1780, 13 tomos de texte y 12 tomos de planchas en 9 vol. in-folio
- Histoire générale et économique des trois ordres, 1775
- Plantes nouvellement découvertes. 1779.
- Histoire des insectes nuisibles à l’homme, aux bestiaux, à l’agriculture et au jardinage, tels que les punaises, les poux, les puces, les fourmis, les cirons, les araignées, les cousins, les guêpes, les mouches, les buprestes, les taons, les frêlons, les moucherons, les courtillières, les gribouris, les hannetons, les charençons, les pucerons, les teignes, les scorpions, les mites, les tiquets, les perce-oreilles, les gallinsectes, et toute espèce de chenilles et d’insectes : avec les moyens qu’on peut employer pour les détruire ou s’en garantir, ou remédier aux maux qu’ils ont pu occasionner, Paris : Laporte, 1781, in-12, 342 p. ; 3ª ed. Paris : chez l’Auteur, 1784, in-12
- Herbier ou collection des plantes médicinales de la Chine d'après un manuscrit peint et unique qui se trouve dans la Bibliothèque de l'Empereur de la Chine, Paris : casa del autor, 1781
- Les dons merveilleux et diversement coloriés de la nature dans le règne animal, ou collection d’animaux précieusement coloriés, Paris : casa del autor, 1782
- Traité économique et physique du gros et menu bétail, contenant la description du cheval, de l’âne, du mulet, du bœuf, de la chèvre, la manière d’élever ces animaux, de les multiplier, de les nourrir, de les traiter dans leurs maladies, et d’en tirer profit pour l’économie domestique et champêtre, Paris : Impr. de Demonville, chez Jacques Lacombe, 1778, 2 vol. in-12, XII-544 et 488 p. ; Traité économique et physique des animaux domestiques…, Paris, chez Laporte, 1782, 2 vol. in-12
- L'art alimentaire ou méthode pour préparer les aliments les plus sains pour l'homme, Paris : casa del autor, 1783
- Dictionnaire minéralogique de la France, 1785
- Histoire des insectes utiles à l’homme, aux animaux, et aux arts, Paris : chez Guillot, 1785, in-12
- Médecine des animaux domestiques, renfermant les différens remèdes qui conviennent pour les maladies des chevaux, des vaches, des brebis, des cochons, de la volaille, des oiseaux de fauconnerie, des petits oiseaux, etc., 2ª ed., t. I à Paris : chez l’Auteur, 1785, in-12, et t. II à Paris : chez Guillot, 1787, in-12 ; Paris : l’Auteur, 1795, in-8°, II-367 pp.
- Dissertation sur le blé de Turquie, 1787, in-folio
- Dissertation sur une nouvelle espèce de sainfoin, 1787, in-folio
- Traité historique de tous les animaux qui habitent la France…, 2ª ed. Paris, chez l’Auteur, 1787, in-4°
- Dictionnaire des plantes, arbres et arbustes de la République
- Bibliothèque d’art vétérinaire, ou Recueil de différentes pièces choisies et d’extraits concernant les maladies des bestiaux, Paris : chez l’Auteur, 1796, in-folio, 10 pp.
- Dissertation sur le Dictionnaire vétérinaire des animaux domestiques, 1798
- Traité ou Manuel Vétérinaire des Plantes qui servent de nourriture et de médicamens aux animaux domestiques, Paris, 1799 ; 2ª ed. Paris : Pernier, 1801, in-8°
- Mémoires sur la manière de former des prairies naturelles, de rétablir les anciennes…, Paris : Mme Buc’hoz, 1805, in-8°, 60 pp.
- Mémoires vétérinaires sur la manière de réduire les fractures des jambes des chevaux et autres grands quadrupèdes, sur les maladies épizootiques des bestiaux, sur la clavelée des brebis, etc., Paris : Mme Buc’hoz, 1806, in-8°, 78 pp.
- Dissertation apologétique huitième et dernière servant de résumé aux dissertations précédentes en faveur de Joseph-Pierre Buc'hoz, vieillard infortuné

- La abreviatura «Buc'hoz» se emplea para indicar a Pierre Joseph Buc'hoz como autoridad en la descripción y clasificación científica de los vegetales.[1]